# Distrikt Huayllahuara
Der Distrikt Huayllahuara liegt in der Provinz Huancavelica in der Region Huancavelica im Südwesten von Zentral-Peru. Der Distrikt wurde am 12. Januar 1942 gegründet. Er besitzt eine Fläche von 36,4 km². Beim Zensus 2017 wurden 690 Einwohner gezählt. Im Jahr 1993 lag die Einwohnerzahl bei 1230, im Jahr 2007 bei 907. Sitz der Distriktverwaltung ist die 3896 m hoch gelegene Ortschaft Huayllahuara mit 491 Einwohnern (Stand 2017). Huayllahuara befindet sich 47,5 km nordnordwestlich der Provinz- und Regionshauptstadt Huancavelica.

## Geographische Lage
Der Distrikt Huayllahuara liegt im ariden Andenhochland im äußersten Norden der Provinz Huancavelica. Der Río Vilca und dessen linker Nebenfluss Río Canipaco begrenzen den Distrikt im Osten und im Nordosten.
Der Distrikt Huayllahuara grenzt im Westen an den Distrikt Chacapampa, im Nordwesten an den Distrikt Carhuacallanga sowie im Nordosten an den Distrikt Colca (alle drei zuvor genannten Distrikte gehören zur Provinz Huancayo), im Osten an den Distrikt Moya sowie im Süden an den Distrikt Vilca.

## Ortschaften
Im Distrikt gibt es neben dem Hauptort folgende größere Ortschaften (anexos):
- Illaco
- Uytunizo
- Yanama